# Llengües makua
Les llengües makua o makhuwa són una branca de les llengües bantu parlades principalment a Moçambic.

## Nom
El nom Makua (Macua), més precís Makhuwa, és usat en tres nivells. Algunes fonts ho distingeixen amb les diferències en l'ortografia 'Makua' vs. 'Makhuwa', però no són consistents.
1. Makhuwa central o "Makhuwa-Makhuwana", el dialecte de prestigi i la base de la llengua nacional de Moçambic
2. El makhuwa, inclosos diversos dialectes que també porten el nom de Makhuwa; a vegades anomenat makua 'nucli' o 'nuclear', però això no és consistent.
3. Tan relacionats que sovint tenen els seus propis noms, com per exemple lomwe (també conegut com a Makua Occidental)

## Classificació
El makhuwa està assignat a la zona P de la classificació de Guthrie de les llengües bantus. Amb la classificació de les altres llengües de la Zona-P com les llengües rufiji-ruvuma, el makhuwa es converteix essencialment en sinònim de la zona P. No obstant això, les zones són més geogràfiques que clades genealògics. Els parents més propers de la branca makhuwa no estan clars, però algunes classificacions lae col·loquen amb la llengües nyasa i les llengües bantus meridionals.
- Makhuwa (Core Makhuwa, including dialects Makhuwa-Meetto, Makhuwa-Shirima, Makhuwa-Marrevone, etc.)
- Koti
- Sakati
- Lomwe (Makhuwa occidental)
- Ngulu (Makhuwa occidental)
- Cuabo, inclòs el Maindo
- Moniga